# La Bataille de l'éternité
Pour les articles homonymes, voir Bataille (homonymie).
La Bataille de l'éternité (titre original : The Battle of Forever) est un roman de science-fiction, écrit en 1971 par l’auteur canadien A. E. van Vogt.

## Résumé
Possédant une grande avance biologique, les hommes ont délégué la gestion de la Terre aux hommes-animaux depuis plusieurs siècles. Un des hommes décide de prendre contact avec les hommes-animaux et découvrira qu'ils ne sont plus que des marionnettes aux ordres d'une race extraterrestre. Il s'ensuivra une bataille pour le contrôle du destin des races peuplant l'univers.